# Judea Pearl
Pour les articles homonymes, voir Pearl.
Judea Pearl, né le 4 septembre 1936, est un informaticien et philosophe américain. Ses travaux sur les réseaux bayésiens, l'analyse probabiliste en intelligence artificielle et la notion de causalité lui ont valu le Prix Turing en 2011. 
Il est le père du journaliste Daniel Pearl, assassiné au Pakistan en 2002. 
En 2010, il est professeur au département d'informatique de l'université de Californie à Los Angeles (UCLA).

## Biographie
Il étudie au Technion, en Israël, puis à l'université Rutgers, aux États-Unis, à l'Université polytechnique de New York, au RCA Research and at Electronic Memories, Inc., et à l'université de Californie à Los Angeles. Lui et sa femme, Ruth, ont eu un fils en 1963, Daniel qui deviendra journaliste et grand reporter. En 2002, alors qu'il enquête sur Al-Qaeda entre l'Inde et le Pakistan, Daniel Pearl se fait kidnapper puis assassiner par des membres de cette organisation terroriste. Ses parents et ses proches fondent alors la Fondation Daniel Pearl.
Il reçoit en 2011 le Prix Turing, la plus haute distinction en informatique, pour « ses contributions fondamentales à l'intelligence artificielle par le développement de l'analyse probabiliste et du raisonnement causal », ainsi que le Prix Rumelhart récompensant les contributions aux bases théoriques de la connaissance humaine .

## Travaux
Il est le créateur de l'algorithme de propagation des convictions.

## Filmographie
- HyperNormalisation, Adam Curtis, 2016